# Молёбка (Берёзовский район)
Молёбка — деревня в Берёзовском районе Пермского края. Входит в состав Асовского сельского поселения.

## Географическое положение
Расположена на правом берегу реки Молёбка, в месте, где она впадает в реку Асовка, примерно в 1,5 км к востоку от административного центра поселения, села Асово.

## Население
| 2010 |
| ---- |
| 44   |

## Улицы
- Зелёная ул.
- Полевая ул.

## Топографические карты
- Лист карты O-40-92 Кордон. Масштаб: 1 : 100 000. Состояние местности на 1980 год. Издание 1986 г.